# Vertigo idahoensis
Vertigo idahoensis är en snäckart som beskrevs av Henry Augustus Pilsbry 1934. Vertigo idahoensis ingår i släktet Vertigo och familjen puppsnäckor. Inga underarter finns listade i Catalogue of Life.